# Emballonura atrata
Emballonura atrata — є одним з видів мішкокрилих кажанів родини Emballonuridae.

## Поширення
Країни поширення: Мадагаскар. Цей вид обмежений вологою зоною східного Мадагаскару і записаний від 30 до 210 м над рівнем моря. Цей кажан лаштує сідала в печерах і невеликих тріщинах в районах з відносно недоторканим вологим лісом.

## Загрози та охорона
Загрозами є полювання заради м'яса і розчищення лісів для розширення сільського господарства. Цей вид був записаний в ряді охоронних територій.